# Virginia/ヴァージニア
『Virginia/ヴァージニア』（原題: Twixt）は、フランシス・フォード・コッポラ監督・製作・脚本による2011年のアメリカ合衆国のホラー映画。

## ストーリー
サイン会を開くために、ある寂れた田舎町にやって来た作家が、夢に現れた謎めいた少女とエドガー・アラン・ポーに導かれ、身元不明の少女の死体が胸に杭を打ち込まれた状態で発見された殺人事件と過去に起きた凄惨な殺戮事件の真相に迫るとともに、ボート事故で娘を亡くした現実と向き合い、新作を完成させるまでを描く。

## キャスト
※括弧内は日本語吹替
- ホール・ボルティモア - ヴァル・キルマー（藤真秀）
三流作家。オカルト系の作品を執筆。
- ボビー・ラグレインジ - ブルース・ダーン（小島敏彦）
地元の保安官。
- V - エル・ファニング（ブリドカットセーラ恵美）
ホールの夢に現れた謎めいた美少女。
- エドガー・アラン・ポー - ベン・チャップリン（鏡優雅）
ホールの夢に現れた19世紀の大作家。
- デニース - ジョアンヌ・ウォーリー（丸山雪野）
ホールの妻。金策に腐心。
- サム - デヴィッド・ペイマー
ホールのエージェント。
- アラン・フロイド - アンソニー・フスコ
殺戮事件を起こして自殺した牧師。
- フラミンゴ - オールデン・エアエンライク
湖の対岸にいる若者グループのリーダー。
- アーバス - ブルース・A・ミログリオ
副保安官。ラグレインジの助手。
- メルヴィン - ドン・ノヴェロ
時計台の管理人。
- ナレーター - トム・ウェイツ[2]（丸山壮史）